# Струнный квартет № 11 (Дворжак)
Струнный квартет № 11 До мажор — квартет Антонина Дворжака Op. 61, B. 121. Написан между октябрем и ранним ноябрем 1881 по заказу Квартета Хельмесбергера.

## История создания
В октябре 1881 Дворжак закончил наброски оперы "Димитрий", когда в венских газетах было опубликовано сообщение, что Квартет Хельмесбергера собирается исполнить его новый квартет в декабре этого года. Композитор прервал работу над оперой и начал сочинение квартета.
7 октября 1881 года Дворжак приступил к сочинению в Фа мажоре, но, вероятно, не был удовлетворен этой версией. После завершения перовой части Струнного квартета в одной части фа-мажор B. 120, 25 октября 1881 начал сочинять заново в До мажоре.
Премьера была назначена на 15 декабря 1881 и должна была состояться в Рингтеатре, но из-за пожара в здании была отложена. На данный момент дата первого исполнения произведения неизвестна. Чешская премьера состоялась 5 января 1884. Исполнителями были Фердинанд Лахнер, Юлиус Раушер, Йосеф Крехан и Алоис Неруда.

## Структура
Квартет состоит из четырех частей, звучание ок. 30 мин. Две темы из полонеза для виолончели и фортепиано, B. 94, написанного двумя годами ранее, появляются в scherzo третьей части. 
- Allegro
- Poco adagio e molto cantabile
- Allegro vivo
- Finale.  Vivace